# Ščit (heraldika)
V heraldiki je ščit ključni del navadnega ali celovitega grba. Ščit se lahko uporabi tudi kot figuro na polju grba.
Oblike ščita so izpeljane iz bojnih ščitov vitezov, ki so se razlikovali glede na čas in območje. Ker se je ščit smatral kot izključno stvar moških, se je za ženske v Britaniji uveljavila karina oblika grba. Na evropski celini so ženske in duhovščina uporabljali grbe s ščiti ovalne oz. kartušine oblike.

## Oblike
Glede na obliko se delijo na:
- poznogotski ščit (1)
- francoski ščit (2)
- ovalni ščit (3)
- karo ščit (4)
- kvadratni ščit (5)
- kartušni ščit (6)
- švicarski ščit (7)
- angleški ščit (8)
- tarčni ščit (9)
- poljski ščit (10)
- poznogotski polkrožni ščit (11)
- konjsko čelo

## Delitev
Glede na razdelitev se delijo na:
- razcepljen,
- deljen,
- razcepljen-deljen,
- deljen-razcepljen,
- razcepljen zgoraj in deljen,
- deljen in razcepljen spodaj,
- dvakrat deljen,
- dvakrat razcepljen,
- razrezan,
- brušen,
- ojnica,
- obrnjena ojnica,
- križ,
- razrezano brušen,
- deveterec,
- polje,
- čelo in
- razdeljen po desnem boku.